# Бойченко Валерій Вікторович
Валерій Вікторович Бойченко (нар. 26 лютого 1989, Миколаїв, СРСР) — український футболіст, півзахисник.

## Життєпис
Народився в Миколаєві, там же почав займатися футболом. У віці 16-ти років підписав перший професіональний контракт з клубом «Миколаїв», який виступав у Першій лізі. Спочатку виходив переважно на заміну, а останній рік в команді був уже основним гравцем.
Влітку 2008 року став футболістом «Харкова», «Миколаїв» через фінансові проблеми розпався. Всім гравцям надали статус вільних агентів. Агент сказав, що Валерій поїде в «Харків». На перегляд повинен був їхати з командою ще взимку, але тоді цьому завадили проблеми з закордонним паспортом. А вже влітку пройшов збори з командою і підписав контракт.
У Прем'єр-лізі дебютував 1 листопада 2008 року в матчі «Іллічівець» - «Харків» (1:1), в тому матчі його випустили на заміну на 90-ій хвилині, замість Руслана Платона. Влітку 2010 року він повернувся в «Миколаїв», але так і не зігравши жодного матчу завершив свою кар'єру.